# Luis Cembranos
Luis Cembranos Martínez (Lucerna, Suiza, 6 de junio de 1972), conocido deportivamente como Luis Cembranos, es un exfutbolista y entrenador español.

## Trayectoria

### Como jugador
Tras la temporada de su debut en Segunda División, la 1992-1993, en las filas de la UE Figueres, llegó a ser una importante promesa del FC Barcelona. En su filial, que también militaba por entonces en la categoría de plata, militó durante la temporada 1993-1994 e inició la 1994-1995, disputando la primera jornada y dando el salto al primer equipo culé, entrenado entonces por Johan Cruyff, que le hizo debutar en la segunda jornada, el 10 de septiembre de 1994, en un FC Barcelona 2 - Racing de Santander 1. Luis, como entonces lo denominaba la prensa deportiva, disputó tres partidos consecutivos en el Barça para regresar luego al filial, y en el mercado invernal de esa misma temporada ficha por el RCD Espanyol, en Primera División, con el que debutaría en partido oficial en enero de 1995.
Aparte de esa mitad, Luis Cembranos permanece en el Espanyol cuatro campañas más, siempre en la máxima categoría, aunque no llega a mostrarse nunca como un jugador indiscutible en el equipo. De hecho, la temporada 1998-1999 permanece inédito, saliendo a mitad de temporada con destino al Rayo Vallecano, en Segunda División.
Será en el equipo madrileño donde llegue a su mejor nivel futbolístico, alcanzando incluso una convocatoria para la Selección Española de Fútbol en un partido amistoso contra Polonia. Consigue el ascenso a Primera en su primer año, y milita en el club franjirrojo durante todo el ciclo de cuatro campañas en la máxima categoría que finalizó con el descenso en la 2002-2003, disputando un total de 82 partidos de liga en ese periodo y erigiéndose en uno de sus principales baluartes.
En la temporada 2003-2004 continúa como jugador del Rayo en Segunda, a lo largo de un ejercicio muy difícil en el que el equipo vuelve a consumar un nuevo descenso de categoría. Al final de esa temporada, Luis se desvincula de la entidad y queda sin equipo, hasta que en noviembre de 2004 es reclamado por el Promesas Ponferrada, en ese momento pujante equipo de la Tercera División castellano y leonesa, en el que acaba enrolándose antes de colgar las botas.

### Como entrenador
En verano de 2007 es nombrado entrenador del Huracán Z, modesto equipo leonés de Tercera División de la localidad de Trobajo del Camino, en el que ya venía trabajando con el equipo de categoría cadete. Permanece en el cargo hasta su destitución, en diciembre de 2009, debido a los malos resultados.
Desde el verano de 2011 hasta el final de la temporada 2013/14 fue entrenador de la Cultural y Deportiva Leonesa, consiguiendo el ascenso a Segunda B en la Temporada 2012/13 como mayor mérito en esta etapa.
Posteriormente formará parte del equipo técnico junto a Luis Milla como su segundo entrenador en el Club Deportivo Lugo y Real Zaragoza.
En junio de 2017 se hace cargo del Rayo Vallecano "B" tras la marcha de Juanvi Peinado como entrenador.
En la temporada 2019-20 entrena al CD Leganés "B" hasta el 21 de octubre, cuando se tuvo que hacer cargo del primer equipo tras el cese de Pellegrino, dirigiendo tres encuentros (una victoria y dos derrotas). Regresó al filial el 4 de noviembre, con la llegada al primer equipo del técnico mexicano Javier Aguirre. Al terminar la temporada anticipadamente por la pandemia del Coronavirus, finalizó su relación contraactual, dejando al filial del Leganés en sexta posición.

## Clubes

### Como jugador
| Club           | País   | Año       |
| -------------- | ------ | --------- |
| FC Barcelona C | España | 1991-1993 |
| UE Figueres    | España | 1993      |
| FC Barcelona B | España | 1993-1995 |
| RCD Espanyol   | España | 1995-1999 |
| Rayo Vallecano | España | 1999-2004 |

### Como entrenador
| Club             | País   | Año       |
| ---------------- | ------ | --------- |
| CD Huracán Z     | España | 2007-2009 |
| Cultural Leonesa | España | 2011-2014 |
| Rayo Vallecano B | España | 2017-2019 |
| CD Leganés B     | España | 2019-2020 |
| CD Leganés       | España | 2019      |